# Marek Dulewicz
Marek Dulewicz (ur. 23 września 1971 w Końskich) – polski muzyk, kompozytor, multiinstrumentalista – głównie gitarzysta, a także producent muzyczny, inżynier dźwięku i wydawca. Znany jest przede wszystkim jako właściciel studia nagrań oraz wytwórni fonograficznej EMBRYO NAGRANIA. Wraz z Janem Gajdowiczem współtworzył rap-rockowy zespół Bakflip. Skomponował i produkował utwory dla artystów hip-hopowych  (m.in. Zeus, Wyga, Dwa Sławy), których był wydawcą. W latach 90. współtworzył wraz z Piotrem Sulikowskim zespół muzyki tanecznej New Collective. Jako muzyk sesyjny, producent i realizator nagrań współpracował z licznymi przedstawicielami polskiej sceny hip-hopowej,  takimi jak m.in.: AbradAb, O.S.T.R., Bonson, Pyskaty, Red i Spinache, Spinache, Tetris, Tau, Quebonafide, Polskie Karate. Jako realizator nagrań współpracował m.in. z: Tune, Patrycja Kosiarkiewicz, Anna Jurksztowicz, Trubadurzy, Colorado Band, Coma. 

## Dyskografia
| Album                                      | Rok  | Uwagi                                                        | Źródło |
| ------------------------------------------ | ---- | ------------------------------------------------------------ | ------ |
| New Collective – Chinatown                 | 2000 | muzyka i słowa, członek zespołu                              | [ 3 ]  |
| New Collective – Horyzont                  | 2002 | muzyka i słowa, członek zespołu                              | [ 4 ]  |
| O.S.T.R. – Jazz w wolnych chwilach         | 2003 | miksowanie, mastering, realizacja nagrań                     | [ 5 ]  |
| Red, Spinache – 7 rano                     | 2005 | śpiew w utworze „Wczoraj”                                    | [ 6 ]  |
| Zeus – Co nie ma sobie równych             | 2008 | instrumenty klawiszowe, gitara, miksowanie, mastering        | [ 7 ]  |
| AbradAb – Abradabing                       | 2010 | miksowanie, mastering                                        | [ 8 ]  |
| Te-Tris – LOT 2011                         | 2011 | miksowanie, mastering                                        | [ 9 ]  |
| Zeus – Zeus, jak mogłeś?                   | 2011 | kompozycja, produkcja, nagranie, miksowanie, mastering       | [ 10 ] |
| O.S.T.R. – Jazz, dwa, trzy                 | 2011 | gitara, miksowanie, mastering                                | [ 11 ] |
| Medium – Teoria równoległych wszechświatów | 2011 | miksowanie, mastering                                        | [ 12 ] |
| Pyskaty – Pasja                            | 2012 | mastering                                                    | [ 13 ] |
| Rasmentalism – Za młodzi na Heroda         | 2013 | miksowanie, mastering                                        | [ 14 ] |
| Bonson, Matek – MVP                        | 2014 | miksowanie, mastering                                        | [ 15 ] |
| Bezczel – Słowo honoru                     | 2014 | mastering                                                    | [ 16 ] |
| Chada – Syn Bogdana                        | 2014 | mastering                                                    | [ 17 ] |
| Spinache – Spinache                        | 2014 | gitara, miksowanie, mastering                                | [ 18 ] |
| Dwa Sławy – Ludzie sztosy                  | 2015 | produkcja muzyczna, miksowanie, mastering, realizacja nagrań | [ 19 ] |
| Dwa Sławy - Dandys Flow                    |      | częściowa kompozycja, nagranie, miks, mastering              |        |